# Niphona subgrisea
Niphona subgrisea är en skalbaggsart som beskrevs av Stefan von Breuning 1973. Niphona subgrisea ingår i släktet Niphona och familjen långhorningar.
Artens utbredningsområde är Pakistan. Inga underarter finns listade i Catalogue of Life.